# Свідерська культура
Свідерська культура — археологічна культура фінальної давньокам'яної доби. Була поширена у Надвіслі, Надніманні, Надприп'ятті (нобельська група), Подесінні (смячківська група) та Горішній Наддніпрянщині (созька культура). Свідерська людність мешкала у тундрі, де полювали на північного оленя, що сезонно мігрували.
Датується 9 тис. до н. е. — останнім тисячоріччям льодовикової доби.
Назва походить від стоянки Свідри-Вельке біля Варшави (розкопки Л. Савицького у 1920-х роках).

## Інвентар
Залишки Свідерської культури, знайдені на стоянках на берегах річок, озер, переважно на піщаних дюнах (крем'яні ножі, шкребки, різаки, сокири та наконечники стріл), свідчать про те, що населення займалося мисливством і рибальством.
Визначальними для культури є наконечники стріл на пластинах з плоскою підтескою кінців з черевця, а також двоплощинні («човнуваті») нуклеуси для верболистих пластин, кінцеві скребачки та різці на пластинах, сокири на відщепах.
Зі свідерською культурою пов'язані однорядні гарпуни з великими зубцями з рогу північного оленя, виявлені на північному сході Польщі, у Прусії та Литві.
У піску дюн кістяні знаряддя не зберігаються, тому свідерський інвентар представлений тільки крем'яними виробами: верболистяними й черешковими наконечниками, шкребками на пластинах і відщепах, різцями різних форм й інше.
Крем'яний інвентар стоянок характеризується наконечниками стріл на пластинах із плоскою підтескою з черевця. Нуклеуси двоплощинні, «човнуваті», скребачки — кінцеві, різці — бічні ретушні та серединні на пластинах, сокири — на відщепах.

## Поширення
Свідерська культура синхронна культурам федермесер і аренсбурзькій. Свідерські традиції простежуються у багатьох пам'ятках мезоліту Польщі. У Польщі свідерська культура представляє початковий етап великого пізньопалеолітичного мазовшанського циклу, що включає вигляндовську, плудську, гулинську й осницьку культури.
Подібні до свідерських пам'яток відомі у Литві; на північному заході України та півдні Білорусі поширений нобельський варіант свідерської культури; на Сході Білорусі — сожська культура; на Подесінні — смячківська група, близька до сожської культури. Стоянка Делятин на Передкарпатті та середньонаддністрянські пам'ятки України (оселівська група), свідерські пам'ятки західної (Чахлеу-Скауне) та східної Молдови (Селіште); кримські стоянки свідерської культури в Україні (Сюрень-ІІ, Буран-Кая ІІІ). Також свідерські пам'ятки поширені у Волго-Окському міжріччі до Нижнього Покам'я.

## Свідерська культура в Україні
В Україні пам'ятки свідерської культури відомі на Сіверщині, як смячківська культурна група. Над річкою Смячка між селами Смяч та Лисоноги, поблизу Новгорода-Сіверського (відкриті 1926 Михайлом Рудинським; дивіться Смячківські стоянки).
Також в Україні численні свідерські пам'ятки на Волині (Нобель, Переволоки, Лютка, Люб'язь, Сенчиці, Тутовичі, Березно, Прибір, Кричельск) відомі як нобельська група.
За межами основної території поширення на Поліссі зустрічається у Карпатах (Делятин) та Криму (Сюрень-II (шар 2), Буран-Кая (шар 4)).

## Свідерська культура Молдови
За дослідженнями румунських археологів свідерці потрапили до кримських стоянок Сюрень-ІІ (шар ІІ) та Буран-Кая, просуванням з Середньої Наддністрянщини через Молдову. Свідерські стоянки у Бистрицьких горах Схадних Карпат Західної Молдови як Чахлеу-Скауне та інші, а також мис Селіште над Річкою Реут у Східній Молдові є наслідком такого просунення у південно-східному напрямі. У зв'язку зі свідерськими пам'ятками Молдови реінтерпретовані стоянки Середнього Подністров'я.

## Походження
Свідерці мешкали в холодних лісотундрах, полюючи на стадних північних оленів.
Культура утворилася на основі лінгбійської культури Західної Надбалтії, яка близько 11 тисяч років тому мігрувала просунулася на схід до Горішньої Наддніпрянщини. Різке потепління 10 тисяч років тому спричинило міграцію свідерської людності слідом за північним оленем на північ Східної Європи, яку вони заселили протягом VIII тисячоріччя до н. е.. Вони відіграли провідну роль у її первинному заселенні від Східної Надбалтії до Північного Передуралля. Внаслідок цього просування на схід сформувався постсвідерський мезоліт лісової смуги Пінічно-Східної Європи, що послугував колискою майбутніх угро-фінів.